# Evax
Evax fou un suposat rei d'Aràbia esmentat per Plini el Vell (Plinius, Naturalis Historia  25.4) que diu que va escriure l'obra "De Simplicium Effectibus" (el paràgraf ha estat omès en algunes edicions de Plini). Marbod (Marbodus) diu que va escriure un poema sobre pedres precioses dirigit a Tiberi del qual el seu treball sobre el mateix tema havia estat parcialment agafat. Una obra en prosa anomenada "De Nominibus et Virtutibus Lapidum qui in Artem Medicinae recipiuntur" també li correspon.